# Dolmen de Boisseyre
Le dolmen de Boisseyre, dit la Pierre Couverte, est un dolmen situé à  Ambert dans le département du Puy-de-Dôme.

## Protection
L'édifice a fait l’objet d’un classement au titre des monuments historiques en 1927.

## Architecture
Le dolmen a été édifié sur le rebord du plateau dominant la vallée de la Dore. C'est un dolmen simple constitué de 4 orthostates, d'une dalle de chevet, le tout recouvert d'une unique table de couverture.  Extérieurement, il mesure 4,65 m de longueur pour 3,80 m de largeur et 2,50 m de hauteur. Toutes les dalles sont en micaschiste.
| Dalle                                                           | Longueur | Épaisseur | Largeur |
| --------------------------------------------------------------- | -------- | --------- | ------- |
| Table                                                           | 4 m      | 0,75 m    | 2,90 m  |
| Orthostate no 1                                                 | 2,80 m   | 2,80 m    | 2,80 m  |
| Orthostate no 2                                                 | 1,80 m   | 0,62 m    | 1,57 m  |
| Orthostate no 3                                                 | 1,70 m   | 0,32 m    | 1,57 m  |
| Orthostate no 4                                                 | 1 m      | 0,34 m    | 0,95 m  |
| Chevet                                                          | 2,23 m   | 0,70 m    | 1,30 m  |
| Données : Inventaire des mégalithes de la France, 8-Puy-de-Dôme |          |           |         |

La chambre est de forme rectangulaire (3,50 m de long, 2 m de large et 1,50 m de haut). Elle ouvre à l'est-sud-est. L'orthostate no 4 correspond à la dalle de fermeture de la chambre, c'est le seul exemplaire toujours en place qui soit connu dans le département. Quelques pierres de calage sont visibles à la jonction avec l'orthostate no 3.
Curieusement, la première description connue de l'édifice donnée par M. Cambry en 1805 pourrait laisser croire à l'existence de plusieurs tables. L'unique table de couverture mesure  de long sur 2,90 m de large et 0,75 m d'épaisseur. Cette grosse dalle convexe est arrondie aux angles et présente une cassure nette côté ouest. Trois dalles de petites tailles empilées sur le sol à la verticale de la cassure pourraient correspondre à des fragments détachés. La table est inclinée vers le nord. Elle ne repose plus désormais que sur trois des quatre orthostates mais selon Grivel elle reposait encore sur les quatre piliers en 1852.
Le tumulus d'origine a entièrement disparu.

## Matériel archéologique
La chambre a été entièrement vidée à une époque ancienne. Aucun matériel archéologique se rattachant à l'édifice n'est connu.